# Albo d'oro del singolare femminile del torneo di Wimbledon
Questo è un elenco delle vincitrici del singolare femminile al Torneo di Wimbledon. Il torneo non si è svolto dal 1915 al 1918 e dal 1940 al 1945 a causa delle due guerre mondiali e nel 2020 a causa della pandemia di COVID-19.

## Albo d'oro
| Anno        | Vincitrice                                          | Finalista                                           | Punteggio                                           |
| ----------- | --------------------------------------------------- | --------------------------------------------------- | --------------------------------------------------- |
| 1884        | Maud Watson (1)                                     | Lillian Watson                                      | 6–8, 6–3, 6–3                                       |
| 1885        | Maud Watson (2)                                     | Blanche Bingley                                     | 6–1, 7–5                                            |
| 1886        | Blanche Bingley (1)                                 | Maud Watson                                         | 6–3, 6–3                                            |
| 1887        | Charlotte Dod (1)                                   | Blanche Bingley                                     | 6–2, 6–0                                            |
| 1888        | Charlotte Dod (2)                                   | Blanche Bingley Hillyard                            | 6–3, 6–3                                            |
| 1889        | Blanche Bingley Hillyard (2)                        | Lena Rice                                           | 4–6, 8–6, 6–4                                       |
| 1890        | Lena Rice                                           | May Jacks                                           | 6–4, 6–1                                            |
| 1891        | Charlotte Dod (3)                                   | Blanche Bingley Hillyard                            | 6–2, 6–1                                            |
| 1892        | Charlotte Dod (4)                                   | Blanche Bingley Hillyard                            | 6–1, 6–1                                            |
| 1893        | Charlotte Dod (5)                                   | Blanche Bingley Hillyard                            | 6–8, 6–1, 6–4                                       |
| 1894        | Blanche Bingley Hillyard (3)                        | Edith Austin                                        | 6–1, 6–1                                            |
| 1895        | Charlotte Cooper Sterry (1)                         | Helen Jackson                                       | 7–5, 8–6                                            |
| 1896        | Charlotte Cooper Sterry (2)                         | Alice Simpson Pickering                             | 6–2, 6–3                                            |
| 1897        | Blanche Bingley Hillyard (4)                        | Charlotte Cooper Sterry                             | 5–7, 7–5, 6–2                                       |
| 1898        | Charlotte Cooper Sterry (3)                         | Louisa Martin                                       | 6–4, 6–4                                            |
| 1899        | Blanche Bingley Hillyard (5)                        | Charlotte Cooper Sterry                             | 6–2, 6–3                                            |
| 1900        | Blanche Bingley Hillyard (6)                        | Charlotte Cooper Sterry                             | 4–6, 6–4, 6–4                                       |
| 1901        | Charlotte Cooper Sterry (4)                         | Blanche Bingley Hillyard                            | 6–2, 6–2                                            |
| 1902        | Muriel Robb                                         | Charlotte Cooper Sterry                             | 7–5, 6–1                                            |
| 1903        | Dorothea Douglass (1)                               | Ethel Thomson                                       | 4–6, 6–4, 6–2                                       |
| 1904        | Dorothea Douglass (2)                               | Charlotte Cooper Sterry                             | 6–0, 6–3                                            |
| 1905        | May Sutton (1)                                      | Dorothea Douglass                                   | 6–3, 6–4                                            |
| 1906        | Dorothea Douglass (3)                               | May Sutton                                          | 6–3, 9–7                                            |
| 1907        | May Sutton (2)                                      | Dorothea Douglass Chambers                          | 6–1, 6–4                                            |
| 1908        | Charlotte Cooper Sterry (5)                         | Agnes Morton                                        | 6–4, 6–4                                            |
| 1909        | Dora Boothby                                        | Agnes Morton                                        | 6–4, 4–6, 8–6                                       |
| 1910        | Dorothea Douglass Chambers (4)                      | Dora Boothby                                        | 6–2, 6–2                                            |
| 1911        | Dorothea Douglass Chambers (5)                      | Dora Boothby                                        | 6–0, 6–0                                            |
| 1912        | Ethel Larcombe                                      | Charlotte Cooper Sterry                             | 6–3, 6–1                                            |
| 1913        | Dorothea Douglass Chambers (6)                      | Winifred McNair                                     | 6–0, 6–4                                            |
| 1914        | Dorothea Douglass Chambers (7)                      | Ethel Larcombe                                      | 7–5, 6–4                                            |
| 1915 - 1918 | non disputato a causa della prima guerra mondiale   | non disputato a causa della prima guerra mondiale   | non disputato a causa della prima guerra mondiale   |
| 1919        | Suzanne Lenglen (1)                                 | Dorothea Lambert Chambers                           | 10–8, 4–6, 9–7                                      |
| 1920        | Suzanne Lenglen (2)                                 | Dorothea Lambert Chambers                           | 6–3, 6–0                                            |
| 1921        | Suzanne Lenglen (3)                                 | Elizabeth Ryan                                      | 6–2, 6–0                                            |
| 1922        | Suzanne Lenglen (4)                                 | Molla Mallory                                       | 6–2, 6–0                                            |
| 1923        | Suzanne Lenglen (5)                                 | Kitty McKane                                        | 6–2, 6–2                                            |
| 1924        | Kitty McKane (1)                                    | Hellen Wills                                        | 4–6, 6–4, 6–4                                       |
| 1925        | Suzanne Lenglen (6)                                 | Joan Fry                                            | 6–2, 6–0                                            |
| 1926        | Kitty McKane (2)                                    | Lilí de Álvarez                                     | 6–2, 4–6, 6–3                                       |
| 1927        | Helen Wills (1)                                     | Lilí de Álvarez                                     | 6–2, 6–4                                            |
| 1928        | Helen Wills (2)                                     | Lilí de Álvarez                                     | 6–2, 6–3                                            |
| 1929        | Helen Wills (3)                                     | Helen Hull Jacobs                                   | 6–1, 6–2                                            |
| 1930        | Helen Wills Moody (4)                               | Elizabeth Ryan                                      | 6–2, 6–2                                            |
| 1931        | Cilly Aussem                                        | Hilde Sperling                                      | 6–2, 7–5                                            |
| 1932        | Helen Wills Moody (5)                               | Helen Hull Jacobs                                   | 6–3, 6–1                                            |
| 1933        | Helen Wills Moody (6)                               | Dorothy Round                                       | 6–4, 6–8, 6–3                                       |
| 1934        | Dorothy Round (1)                                   | Helen Hull Jacobs                                   | 6–2, 5–7, 6–3                                       |
| 1935        | Helen Wills Moody (7)                               | Helen Hull Jacobs                                   | 6–3, 3–6, 7–5                                       |
| 1936        | Helen Hull Jacobs                                   | Hilde Sperling                                      | 6–2, 4–6, 7–5                                       |
| 1937        | Dorothy Round (2)                                   | Jadwiga Jędrzejowska                                | 6–2, 2–6, 7–5                                       |
| 1938        | Helen Wills Moody (8)                               | Helen Hull Jacobs                                   | 6–4, 6–0                                            |
| 1939        | Alice Marble                                        | Kay Stammers                                        | 6–2, 6–0                                            |
| 1940 - 1945 | non disputato a causa della seconda guerra mondiale | non disputato a causa della seconda guerra mondiale | non disputato a causa della seconda guerra mondiale |
| 1946        | Pauline Betz                                        | Louise Brough                                       | 6–2, 6–4                                            |
| 1947        | Margaret Osborne duPont                             | Doris Hart                                          | 6–2, 6–4                                            |
| 1948        | Louise Brough (1)                                   | Doris Hart                                          | 6–3, 8–6                                            |
| 1949        | Louise Brough (2)                                   | Margaret Osborne duPont                             | 10–8, 1–6, 10–8                                     |
| 1950        | Louise Brough (3)                                   | Margaret Osborne duPont                             | 6–1, 3–6, 6–1                                       |
| 1951        | Doris Hart                                          | Shirley Fry                                         | 6–1, 6–0                                            |
| 1952        | Maureen Connolly (1)                                | Louise Brough                                       | 6–4, 6–3                                            |
| 1953        | Maureen Connolly (2)                                | Doris Hart                                          | 8–6, 7–5                                            |
| 1954        | Maureen Connolly (3)                                | Louise Brough                                       | 6–2, 7–5                                            |
| 1955        | Louise Brough (4)                                   | Beverly Baker Fleitz                                | 7–5, 8–6                                            |
| 1956        | Shirley Fry                                         | Angela Buxton                                       | 6–3, 6–1                                            |
| 1957        | Althea Gibson (1)                                   | Darlene Hard                                        | 6–3, 6–2                                            |
| 1958        | Althea Gibson (2)                                   | Angela Mortimer                                     | 8–6, 6–2                                            |
| 1959        | Maria Bueno (1)                                     | Darlene Hard                                        | 6–4, 6–3                                            |
| 1960        | Maria Bueno (2)                                     | Sandra Reynolds Price                               | 8–6, 6–0                                            |
| 1961        | Angela Mortimer                                     | Christine Truman                                    | 4–6, 6–4, 7–5                                       |
| 1962        | Karen Hantze Susman                                 | Věra Suková                                         | 6–4, 6–4                                            |
| 1963        | Margaret Smith (1)                                  | Billie Jean Moffitt                                 | 6–3, 6–4                                            |
| 1964        | Maria Bueno (3)                                     | Margaret Smith                                      | 6–4, 7–9, 6–3                                       |
| 1965        | Margaret Smith (2)                                  | Maria Bueno                                         | 6–4, 7–5                                            |
| 1966        | Billie Jean King (1)                                | Maria Bueno                                         | 6–3, 3–6, 6–1                                       |
| 1967        | Billie Jean King (2)                                | Ann Haydon-Jones                                    | 6–3, 6–4                                            |
| 1968        | Billie Jean King (3)                                | Judy Tegart Dalton                                  | 9–7, 7–5                                            |
| 1969        | Ann Haydon-Jones                                    | Billie Jean King                                    | 3–6, 6–3, 6–2                                       |
| 1970        | Margaret Smith Court (3)                            | Billie Jean King                                    | 14–12, 11–9                                         |
| 1971        | Evonne Goolagong (1)                                | Margaret Smith Court                                | 6–4, 6–1                                            |
| 1972        | Billie Jean King (4)                                | Evonne Goolagong                                    | 6–3, 6–3                                            |
| 1973        | Billie Jean King (5)                                | Chris Evert                                         | 6–0, 7–5                                            |
| 1974        | Chris Evert (1)                                     | Ol'ga Morozova                                      | 6–0, 6–4                                            |
| 1975        | Billie Jean King (6)                                | Evonne Goolagong                                    | 6–0, 6–1                                            |
| 1976        | Chris Evert (2)                                     | Evonne Goolagong                                    | 6–3, 4–6, 8–6                                       |
| 1977        | Virginia Wade                                       | Betty Stöve                                         | 4–6, 6–3, 6–1                                       |
| 1978        | Martina Navrátilová (1)                             | Chris Evert                                         | 2–6, 6–4, 7–5                                       |
| 1979        | Martina Navrátilová (2)                             | Chris Evert                                         | 6–4, 6–4                                            |
| 1980        | Evonne Goolagong (2)                                | Chris Evert                                         | 6–1, 7–6(4)                                         |
| 1981        | Chris Evert (3)                                     | Hana Mandlíková                                     | 6–2, 6–2                                            |
| 1982        | Martina Navrátilová (3)                             | Chris Evert                                         | 6–1, 3–6, 6–2                                       |
| 1983        | Martina Navrátilová (4)                             | Andrea Jaeger                                       | 6–0, 6–3                                            |
| 1984        | Martina Navrátilová (5)                             | Chris Evert                                         | 7–6(5), 6–2                                         |
| 1985        | Martina Navrátilová (6)                             | Chris Evert                                         | 4–6, 6–3, 6–2                                       |
| 1986        | Martina Navrátilová (7)                             | Hana Mandlíková                                     | 7–6(1), 6–3                                         |
| 1987        | Martina Navrátilová (8)                             | Steffi Graf                                         | 7–5, 6–3                                            |
| 1988        | Steffi Graf (1)                                     | Martina Navrátilová                                 | 5–7, 6–2, 6–1                                       |
| 1989        | Steffi Graf (2)                                     | Martina Navrátilová                                 | 6–2, 6(1)–7, 6–1                                    |
| 1990        | Martina Navrátilová (9)                             | Zina Garrison                                       | 6–4, 6–1                                            |
| 1991        | Steffi Graf (3)                                     | Gabriela Sabatini                                   | 6–4, 3–6, 8–6                                       |
| 1992        | Steffi Graf (4)                                     | Monica Seles                                        | 6–2, 6–1                                            |
| 1993        | Steffi Graf (5)                                     | Jana Novotná                                        | 7–6(6), 1–6, 6–4                                    |
| 1994        | Conchita Martínez                                   | Martina Navrátilová                                 | 6–4, 3–6, 6–3                                       |
| 1995        | Steffi Graf (6)                                     | Arantxa Sánchez Vicario                             | 4–6, 6–1, 7–5                                       |
| 1996        | Steffi Graf (7)                                     | Arantxa Sánchez Vicario                             | 6–3, 7–5                                            |
| 1997        | Martina Hingis                                      | Jana Novotná                                        | 2–6, 6–3, 6–3                                       |
| 1998        | Jana Novotná                                        | Nathalie Tauziat                                    | 6–4, 7–6(2)                                         |
| 1999        | Lindsay Davenport                                   | Steffi Graf                                         | 6–4, 7–5                                            |
| 2000        | Venus Williams (1)                                  | Lindsay Davenport                                   | 6–3, 7–6(3)                                         |
| 2001        | Venus Williams (2)                                  | Justine Henin                                       | 6–1, 3–6, 6–0                                       |
| 2002        | Serena Williams (1)                                 | Venus Williams                                      | 7–6(4), 6–3                                         |
| 2003        | Serena Williams (2)                                 | Venus Williams                                      | 4–6, 6–4, 6–2                                       |
| 2004        | Marija Šarapova                                     | Serena Williams                                     | 6–1, 6–4                                            |
| 2005        | Venus Williams (3)                                  | Lindsay Davenport                                   | 4–6, 7–6(4), 9–7                                    |
| 2006        | Amélie Mauresmo                                     | Justine Henin-Hardenne                              | 2–6, 6–3, 6–4                                       |
| 2007        | Venus Williams (4)                                  | Marion Bartoli                                      | 6–4, 6–1                                            |
| 2008        | Venus Williams (5)                                  | Serena Williams                                     | 7–5, 6–4                                            |
| 2009        | Serena Williams (3)                                 | Venus Williams                                      | 7–6(3), 6–2                                         |
| 2010        | Serena Williams (4)                                 | Vera Zvonarëva                                      | 6–3, 6–2                                            |
| 2011        | Petra Kvitová (1)                                   | Marija Šarapova                                     | 6–3, 6–4                                            |
| 2012        | Serena Williams (5)                                 | Agnieszka Radwańska                                 | 6–1, 5–7, 6–2                                       |
| 2013        | Marion Bartoli                                      | Sabine Lisicki                                      | 6–1, 6–4                                            |
| 2014        | Petra Kvitová (2)                                   | Eugenie Bouchard                                    | 6–3, 6–0                                            |
| 2015        | Serena Williams (6)                                 | Garbiñe Muguruza                                    | 6–4, 6–4                                            |
| 2016        | Serena Williams (7)                                 | Angelique Kerber                                    | 7–5, 6–3                                            |
| 2017        | Garbiñe Muguruza                                    | Venus Williams                                      | 7–5, 6–0                                            |
| 2018        | Angelique Kerber                                    | Serena Williams                                     | 6–3, 6–3                                            |
| 2019        | Simona Halep                                        | Serena Williams                                     | 6–2, 6–2                                            |
| 2020        | Non disputato a causa della pandemia di COVID-19    | Non disputato a causa della pandemia di COVID-19    | Non disputato a causa della pandemia di COVID-19    |
| 2021        | Ashleigh Barty                                      | Karolína Plíšková                                   | 6–3, 6(4)–7, 6–3                                    |
| 2022        | Elena Rybakina                                      | Ons Jabeur                                          | 3–6, 6–2, 6–2                                       |
| 2023        | Markéta Vondroušová                                 | Ons Jabeur                                          | 6–4, 6–4                                            |
| 2024        | Barbora Krejčíková                                  | Jasmine Paolini                                     | 6–2, 2–6, 6–4                                       |
| 2025        | Iga Świątek                                         | Amanda Anisimova                                    | 6–0, 6–0                                            |

### Vittorie per nazione
Aggiornato all'edizione 2025.
| Posizione | Nazione         | Vittorie | Edizioni |
| --------- | --------------- | -------- | --- |
| 1         | Stati Uniti     | 55       | 1905, 1907, 1927, 1928, 1929, 1930, 1932, 1933, 1935, 1936, 1938, 1939, 1946, 1947, 1948, 1949, 1950, 1951, 1952, 1953, 1954, 1955, 1956, 1957, 1958, 1962, 1966, 1967, 1968, 1972, 1973, 1974, 1975, 1976, 1981, 1982, 1983, 1984, 1985, 1986, 1987, 1990, 1999, 2000, 2001, 2002, 2003, 2005, 2007, 2008, 2009, 2010, 2012, 2015, 2016 |
| 2         | Regno Unito     | 35       | 1884, 1885, 1886, 1887, 1888, 1889, 1891, 1892, 1893, 1894, 1895, 1896, 1897, 1898, 1899, 1900, 1901, 1902, 1903, 1904, 1906, 1908, 1909, 1910, 1911, 1912, 1913, 1914, 1924, 1926, 1934, 1937, 1961, 1969, 1977 |
| 3         | Germania        | 9        | 1931, 1988, 1989, 1991, 1992, 1993, 1995, 1996, 2018 |
| 4         | Francia         | 8        | 1919, 1920, 1921, 1922, 1923, 1925, 2006, 2013 |
| 5         | Rep. Ceca       | 7        | 1978, 1979, 1998, 2011, 2014, 2023, 2024 |
| 6         | Australia       | 6        | 1963, 1965, 1970, 1971, 1980, 2021 |
| 7         | Brasile         | 3        | 1959, 1960, 1964 |
| 8         | Spagna          | 2        | 1994, 2017 |
| 9         | Regno d'Irlanda | 1        | 1890 |
| 9         | Svizzera        | 1        | 1997 |
| 9         | Russia          | 1        | 2004 |
| 9         | Polonia         | 1        | 2025 |
| 9         | Romania         | 1        | 2019 |
| 9         | Kazakistan      | 1        | 2022 |

## Tenniste più vittoriose
| Nome                       | Nazione     | Primo titolo | Vittorie |
| -------------------------- | ----------- | ------------ | -------- |
| Martina Navrátilová        | Stati Uniti | 1978         | 9        |
| Helen Wills Moody          | Stati Uniti | 1927         | 8        |
| Dorothea Douglass Chambers | Regno Unito | 1903         | 7        |
| Steffi Graf                | Germania    | 1988         | 7        |
| Serena Williams            | Stati Uniti | 2002         | 7        |
| Blanche Bingley            | Regno Unito | 1886         | 6        |
| Billie Jean King           | Stati Uniti | 1966         | 6        |